# Хумек Х.2 Метла
Хумек Х.2 Метла је ваздухопловна једрилица намењена за основну обуку и тренажу пилота и једриличара. Мешовите је конструкције (претежно дрво и платно). Ову једрилицу је почео да конструише инжењер Војко Хумек 1939. године а завршио је током лета 1940. године. Направљена је као самоградња у Једриличарском клубу из Марибора.

## Пројектовање и развој
У Марибору је 1929. године основана једриличарска група у којој су истакнути чланови били студенти технике Б.Цијан, И.Шоштарић и В.Хумек. Прво граде једрилице-клизаче типа Цеглинг на основу откупљене документације, па касније како су стицали искуство почињу да пројектују сопствене једрилице. Б. Цијан је конструисао једрилицу Галеб а Шоштарић и Хумек једрилицу Шоштарић-Хумек ШХ.1 Срака. Кад су завршили факултете због посла је прво из Марибора отишао Б. Цијан а затим и И. Шоштарић. У Марибору је остао инж. В. Хумек који је наставио да завршава заједничку једрилицу са Шоштарићем ШХ.1 Сраку и почео је самостални рад на једрилици Хумек Х.2 "Метла". Пројектовање ове једрилице је почео у лето 1939. године а радови на једрилице се приводе крају у лето 1940. године да би у септембру исте године почело тестирање летелице. Пилот Мајцен је извео лет са планине стартом помоћу праћке у дужини од 7 km. На основу пробних летова закључено је, да је кормило неадекватних димензија али то није био велики проблем јер је наступала зима и били је доста времена да се овај недостатак отклони.
Велики проблем код конструисања ове једрилице, а и у опште, властитих конструкција прављених у самоградњи је што се документација ради "на парче", често паралелно са израдом прототипа на основу грубих скица које се одмах реализују у радионици а на крају, кад је једрилица била готова није извршено усклађивање техничке документације са изведеним решењем. На тај начин се десило, да су покољења ускраћена, да ако једрилице више нема, остане документација на основу које се може извршити реконструкција исте.

### Технички опис
"Метла" је била лака једрилица мешовите конструкције (дрво-платно). Труп јој је био у облика кутијасте дрвене греде на чијем се предњем крају у гондоли налазила пилотска кабина са ветробраном од плексигласа. На другом крају трупа (греде) налазили су се хоризонтални и вертикални стабилизатори са кормилима висине и правца. Гондола у којој се налазила кабина пилота је била дрвене конструкције обложена дрвеним шпером. Извршни управљачки органи летилице су били покретани челичним ужадима. Испод гондоле се налазио фиксни клизач са гуменим амортизерима а иза њега се налазио фиксан гумени точак који је служио као стајни трап летилице. Испод репа се налазила еластична дрљача.
Крило аеропрофила Gö 527 је било равно, имало је праву нападну ивицу нормалну на осу једрилице и правоугаони облик са заобљеним крајем. Крила су имала две рамењаче, нападна ивица крила је била направљена у облику кутије обложене шпер плочом а остатак крила је био обложен импрегнираним платном. Крила су косим упорницама била ослоњена на труп једрилице. Конструкција хоризонталног и вертикалног стабилизатора као и кормила били су изведени као и крило. Кормила висине и правца су имала дрвену конструкцију обложену импрегнираним платном. Вертикални стабилизатор са кормилом правца је био у облику круга.  Додатно учвршчивање везе измеђи предњег дела трупа и крила са репом се постигло затезачима од челичних жица.

## Карактеристике
Карактеристике наведене овде се односе на једрилицу Хумек Х.2 Метла. До ових података се дошло на основу фотографије с обзиром да је то једини документ који је остао иза ове једрилице, затим примењујући теорију сличности и упоређењем са једрилицама Муса СО-2, Чавка, Саламандра и ШХ.1 Срака. Процена ових вредности се креће у границама грешке од 5%.
| Финеса      | 1 : 16 при брзини 50 km/h |
| Перформансе | - максимална брзина 120 km/h - минимална брзина 42 km/h - макс. брзина аеро вуче km/h - макс. брзина витло km/h - минимално пропадање 0,81 m/s при брзини km/h |
| Димензије   | - размах крила 13,00m - дужина трупа 6,50m - висина 2,00m - површина крила 17,00m² - виткост - аеропрофил крила Gö 527 - макс. оптеречење крила; kg/m²         |
| Маса        | - сопствена 100 kg - носивост 90 kg - полетна 190 kg - водени баланс; нема                                                                                     |

## Оперативно коришћење
Оперативно коришћење ове једрилице је било веома кратко од септембра месеца 1940. године до априла месеца 1941. године. Рат је омео како коришћење ове једрилице тако и њено даље усавршавање.

## Сачувани примерци
У току окупације (Други светски рат) Немци су конфисковали све летелице које су затечене на мариборском аеродрому, међу њима и једрилицу Хумек Х.2 Метла. Не зна се тачно да ли је ова једрилица однета за Немачку или је на лицу места уништена.

## Земље које су користиле ову једрилицу
- Краљевина Југославија